# بزوة
بزوة هي قرية في مقاطعة أرومية، إيران. يقدر عدد سكانها بـ 550 نسمة بحسب إحصاء 2016.